# Gabriel Santos (football)
Pour les articles homonymes, voir Santos (homonymie) et Gabriel.
Gabriel dos Santos Nascimento ou Gabriel Santos est un footballeur brésilien né le 5 mars 1983 à Porto Alegre.
Il joue au poste de défenseur central.

## Carrière
- 2003-2004 : Ponte Preta  Brésil
- 2004-2005 : Palmeiras  Brésil
- 2005-2006 : Fluminense  Brésil
- 2007 : Recife  Brésil
- 2007-2008 : Hapoël Tel-Aviv  Israël
- 2008 : Recife  Brésil
- 2010 : América MG  Brésil[1]

## Palmarès
- Vainqueur de la Coupe du monde des moins de 20 ans 2003 avec le Brésil U-20
- Vainqueur de la Coupe du Brésil en 2008 avec le Sport Club do Recife